# Le Rat de bibliothèque
Le Rat de bibliothèque (en allemand : Der Bücherwurm, littéralement « le ver de livres ») est une toile du peintre et poète allemand Carl Spitzweg, réalisée en 1850.
Bien qu'un peu tardive par rapport à la période Biedermeier proprement dite, cette œuvre en est typique, illustrant l'état d'esprit introspectif et conservateur européen, contemporain de la fin des guerres napoléoniennes jusqu'au Printemps des peuples en 1848, mais aussi, se moquant de ces attitudes en les incarnant par un vieux savant peu intéressé des affaires du vaste monde. Cette toile fait aujourd'hui partie de la collection du musée Georg-Schäfer (de) à Schweinfurt.

## Description
Le sujet du tableau est un homme aux cheveux blancs, un bibliothécaire ou un usager habituel de bibliothèque, ce que l'on surnomme un « rat de bibliothèque », lisant perché au sommet d'une échelle. Une caricature, typique des personnages masculins renfrognés de l'œuvre de Spitzweg. Le « rat » se trouve dans une bibliothèque aménagée selon les usages répandus depuis la deuxième moitié du XVIIIe siècle : les livres sont systématiquement classés par domaine de connaissance, selon un système qui fut introduit par la bibliothèque universitaire de Göttingen en 1737. Dans la scène, un rayon de lumière éclaire le personnage, un autre trait typique de l'art de Spitzweg. Le « rat » est vêtu d'une culotte à la française plus guère à la mode de l'époque du tableau et d'une redingote fatiguée de laquelle pendouille un grand chiffon blanc, sans doute destiné à épousseter l'épaisse poussière d'anciens ouvrages peu consultés. Il se concentre sur la lecture d'un livre ; ses yeux myopes sont presque collés à l'ouvrage. Dans sa main droite il tient un deuxième livre, un troisième est coincé sous son bras gauche et un quatrième entre ses genoux.
La hauteur de l'échelle ne peut qu'être estimée : le globe terrestre donne une possible indication sur la proximité du sol, mais le plancher lui-même n'est pas visible, renforçant l'impression de précarité de la situation du chercheur. La taille même de la bibliothèque est inconnue ; l'homme consulte des ouvrages de la section « Métaphysique » (en allemand : Metaphysik) ; tout ceci donne l'impression d'un lieu vaste, un peu à l'écart du monde et du temps, un véritable paradis pour amoureux des livres.